# ホテルクラウンヒルズ福島
ホテルクラウンヒルズ福島（ホテルクラウンヒルズふくしま）は、福島県福島市栄町にあるホテル。

## 概要
福島駅から徒歩5分、12階建ての商業ビル「アックス」の8～12階に入居する。客室数は118。

## 沿革
1979年10月6日に、福島市の商業ビル「アックス」に福島東急インが開業。建物賃借期間満了により、2010年8月31日に営業を終了した。その跡に、2010年11月1日より横浜市に本社を置くブリーズベイホテルにより「ホテルクラウンヒルズ福島」の名称でオープンした。

## アクセス
- 東北新幹線：福島駅から徒歩約5分。